# Rhynchobatus palpebratus
Rhynchobatus palpebratus är en rockeart som beskrevs av Compagno och Last 2008. Rhynchobatus palpebratus ingår i släktet Rhynchobatus och familjen Rhinobatidae. Inga underarter finns listade i Catalogue of Life.